# 175 Greenwich Street
|  | Fremtidig bygning Denne artikel omhandler en bygning, der er under opførelse. Det er derfor muligt, at indholdet er af spekulativ natur, og ligeledes, at indholdet kan ændre sig markant efterhånden som flere oplysninger bliver tilgængelige. |

 Denne artikel omhandler den nye bygning. For den gamle bygning som blev destrueret under terrorangrebet den 11. september 2001, se Marriott World Trade Center.
175 Greenwich Street er adressen til en ny skyskraber der er under opbygning som en del af genopbygningen af World Trade Center-komplekset i New York. Bygningen er også nævnt som World Trade Center 3, og vil ligge placeret på den østlige side af Greenwich Street, på tværs af gaden fra den oprindelige placering af tvillingetårnene, som blev ødelagt under terrorangrebet den 11. september 2001. Arkitekt Richard Rogers blev tildelt kontrakten til at designe bygningen, som vil blive 1.155 fod (352 m) høj. Bygningen ligner lidt John Hancock Center i Chicago. Bygningens fire spir vil give den en højde af i alt 1.240 fod (378 m). Det samlede etageareal af bygningen forventes at inkludere 2 millioner kvadratmeter (186.000 kvadratmeter) af kontorpladser og diverse rum. Opbygningen startede i januar 2008, og det er forventes at bygningen skal være færdig i 2014. Bygningsingeniøren for bygningen er WSP. Ved opbygningens afslutning, vil 175 Greenwich Street's være højere end Empire State Building, og dermed vil det blive den fjerde højeste bygning i New York.

## Eksterne links
- 175 Greenwich Street Arkiveret 27. februar 2010 hos  Wayback Machine – Hjemmeside
- 175 Greenwich Street Billeder Arkiveret 17. august 2013 hos  Wayback Machine
- 175 Greenwich Street Design Update Arkiveret 28. januar 2011 hos  Wayback Machine (video)
- Skyscraperpage.com Arkiveret 2. februar 2010 hos  Wayback Machine – Diagram over bygningen

40°42′39.32″N 74°0′41.79″V / 40.7109222°N 74.0116083°V